# Nakama (Fluss)
Der Nakama (jap. 仲間川 Nakama-gawa) ist ein Fluss auf der japanischen Insel Iriomote. Die Insel ist Teil der Präfektur Okinawa. Der Fluss entspringt im zentralen südlichen Teil der Insel und mündet im Südosten der Insel ins Meer. Das Mündungsgebiet ist mit Mangrovensümpfen umgeben und hat eine Breite von maximal ca. 200 m. Der Nakama ist ein „Flusssystem 2. Ordnung“ (二級水系 nikyū suikei), das von der Präfektur Okinawa verwaltet wird.
Das Nakamagawa-Schutzgebiet (仲間川天然保護区域) wurde am 15. Mai 1972 als Naturdenkmal ausgewiesen und am 18. März 1975 erweitert.

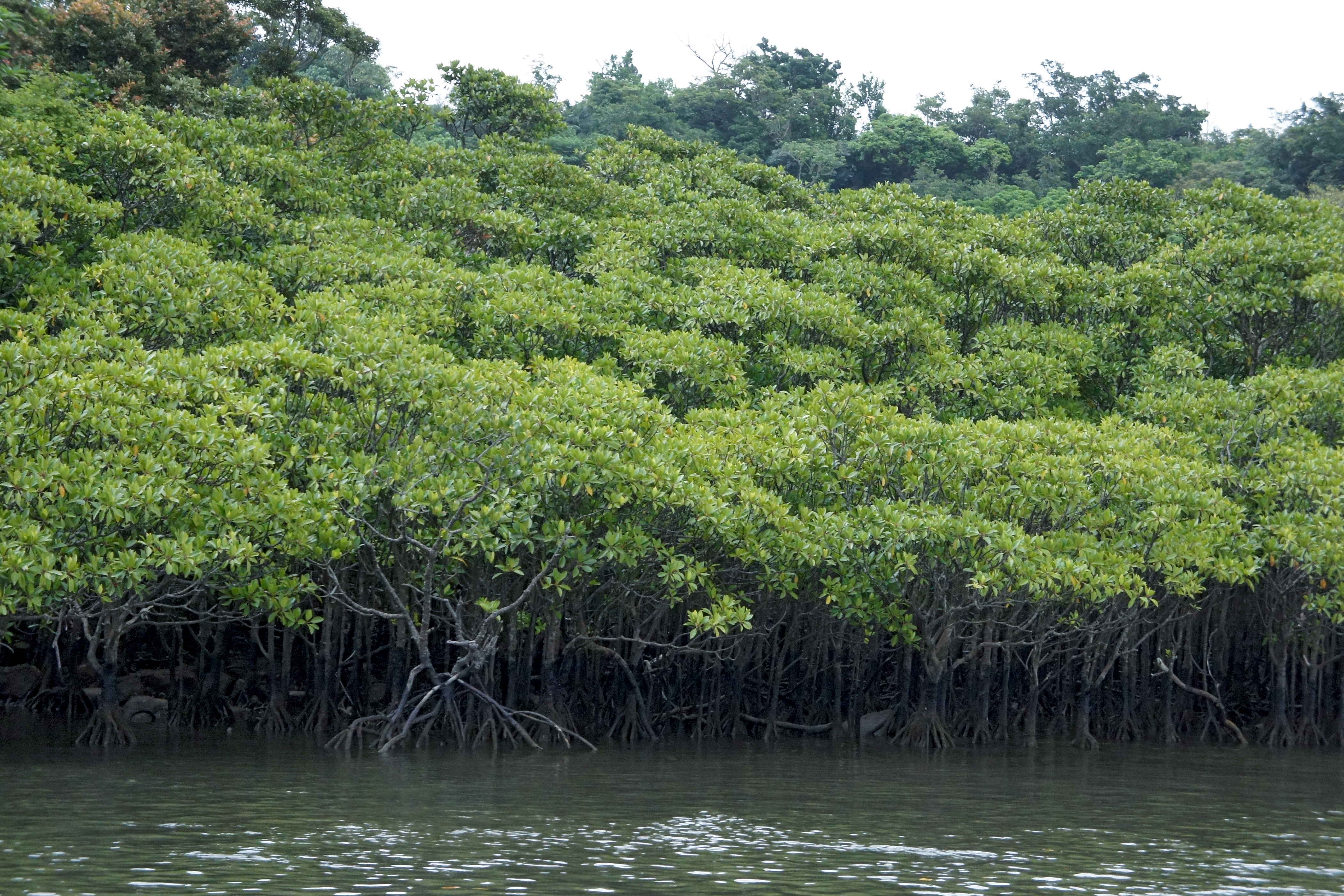
Mangroven am Nakama
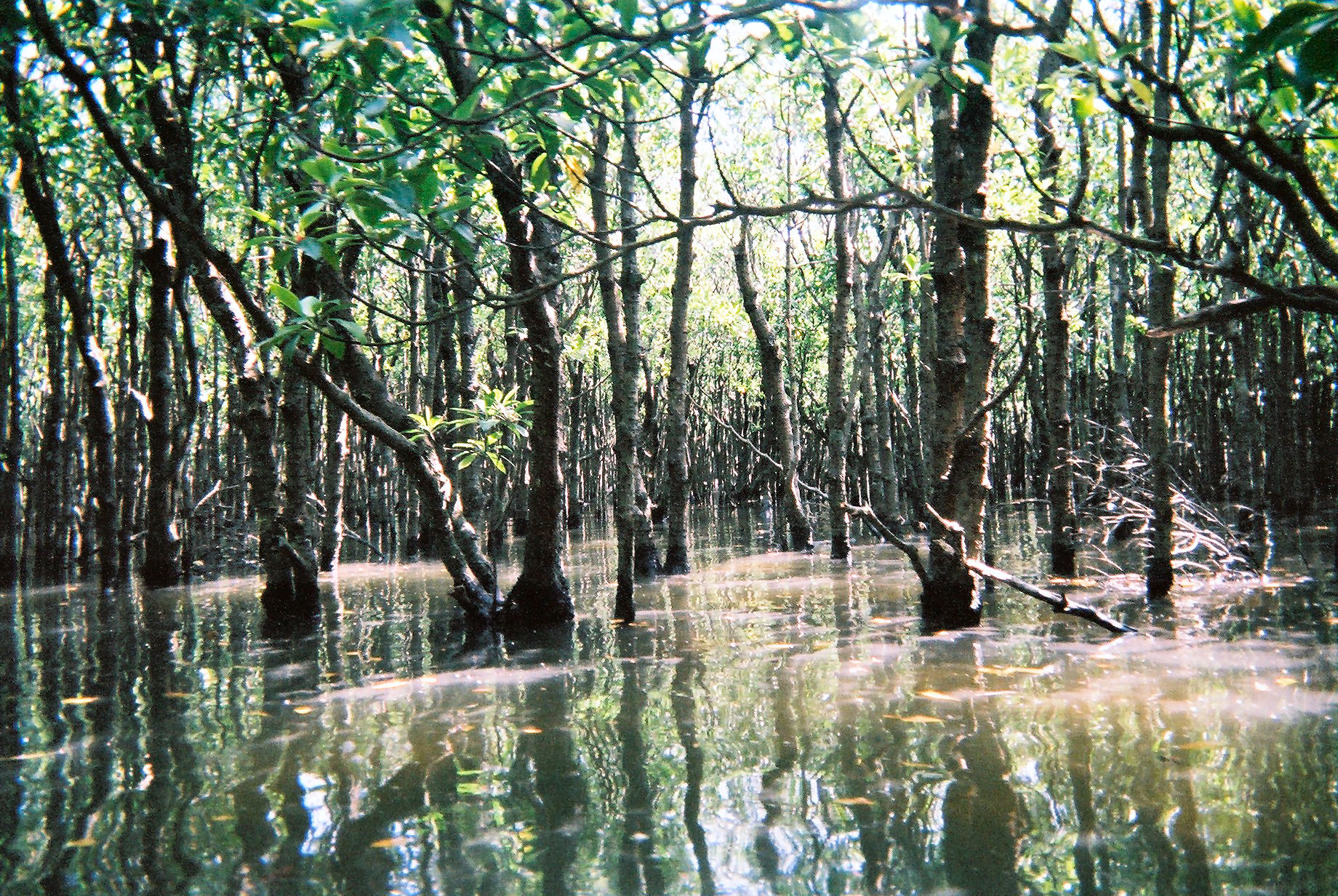
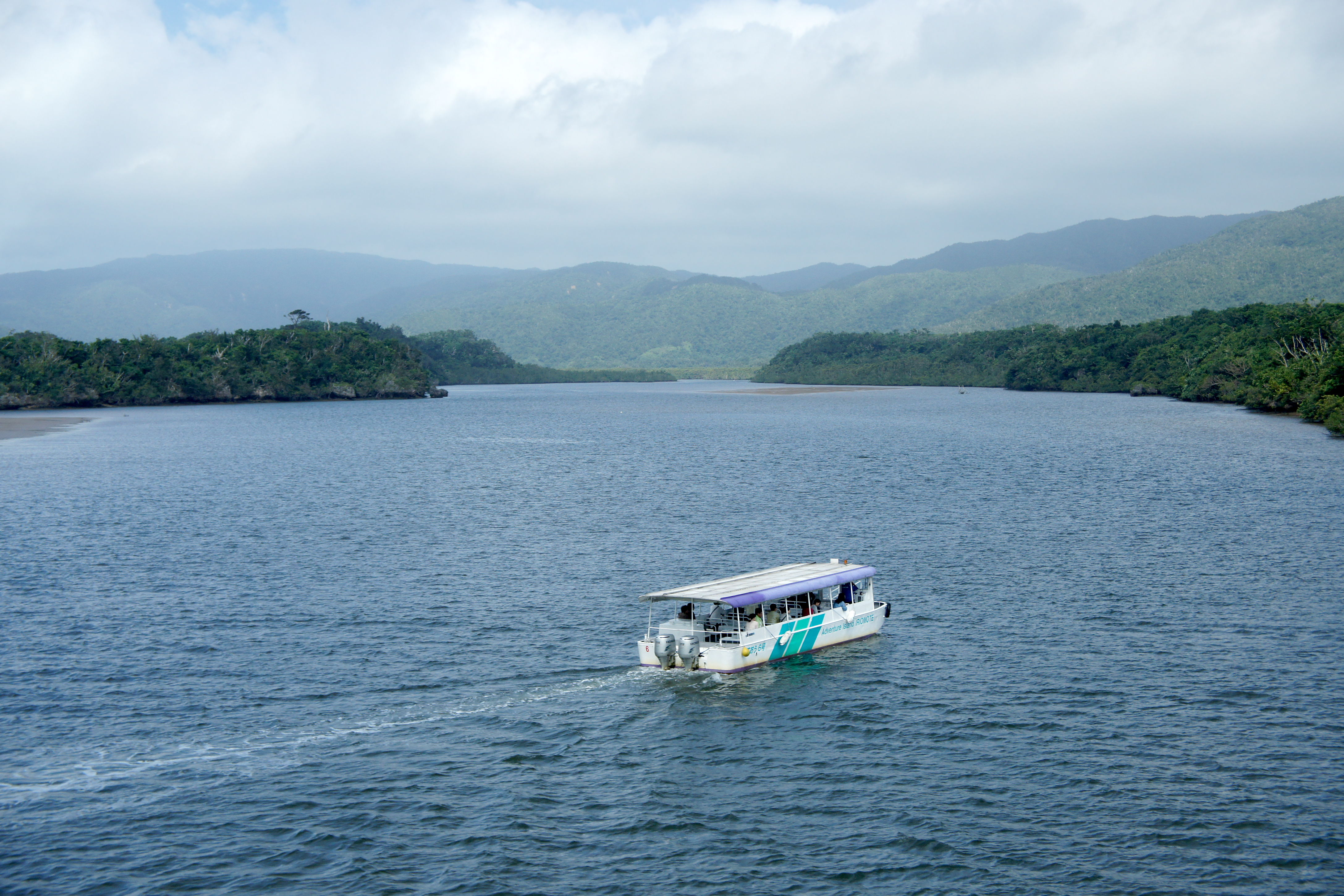